# Грем Неш
Грем Вільям Неш (англ. Graham William Nash; нар. 2 лютого 1942) — англо-американський музикант, співак і автор пісень, що входить до Зали слави рок-н-ролу двічі в складі гуртів The Hollies та Crosby, Stills & Nash.

## Музична кар'єра
На початку 1960-х Неш разом зі шкільним другом Алланом Кларком заснував The Hollies, один з найуспішніших попгуртів Великої Британії. Він вперше заспівав головний вокал в оригінальній пісні The Hollies «To You My Love» на другому альбомі гурту In The Hollies Style, часто підспівував на пізніших записах Hollies («So Lonely», «I've Been Wrong», «Pay You Back With Interest») і був головним співаком на декількох синглах, зокрема «On a Carousel» і «Carrie Anna» (1967). Неш заохочував Hollies писати власні пісні, створюючи їх разом з Кларком та гітаристом Тоні Гіксом. З 1964 до середини 1966 року вони підписувалися псевдонімом «Л. Ренсфорд», а власні імена вказували починаючи з пісні «Stop Stop Stop», що вийшла в жовтні 1966 року. У 1965 році Неш разом з Алланом Кларком і гітаристом Тоні Гіксом заснував видавничу компанію Gralto Music Ltd, яка випускала їхні власні пісні, а пізніше підписала контракт з молодим Реджинальдом Дуайтом (він же Елтон Джон), який грав на фортепіано та органі на записах Hollies 1969 та 1970 років. Альбом Butterfly містив кілька його власних пісень, схожих на творчість автора-виконавця, але цей підхід не вразив слухачів, особливо це стосувалося пісні «King Midas in Reverse», яку продюсер Рон Річардс вважав занадто складною для хітового сингла.
1966 році під час туру Hollies по США Неш вперше зустрівся з Девідом Кросбі та Стівеном Стіллзом. Під час наступного візиту до США 1968 року його офіційно познайомив з Кросбі спільний друг Кесс Елліотт. Згодом Неш покинув Hollies, щоб створити з Кросбі та Стіллзом новий гурт, тріо Crosby, Stills & Nash (CSN). 1969 року до цього супергурту доєднався Ніл Янг, і він перетворився на квартет Crosby, Stills, Nash & Young (CSNY). В новому гурті Неш досяг ще більшого світового успіху, написавши багато найбільш комерційних хітів CSN, таких як «Our House», «Teach Your Children», «Marrakesh Express», «Just a Song Before I Go» та «Wasted on the Way». Саме Неш, якого товариші по групі прозвали «Віллі», вважався ключовим виконавцем, на якому тримався весь гурт. У 1972 році, під час першої творчої перерви в CSNY, Неш об'єднався з Кросбі, утворивши успішний дует. Вони працювали вдвох протягом багатьох років, випустивши чотири студійні альбоми та кілька концертних і збірних альбомів. Його пісня «Immigration Man», найбільший хіт дуету Кросбі та Неша, виникла після сварки зі співробітником митниці США під час спроби в'їхати в країну.

Неш став політично активним після переїзду до Каліфорнії, що відображено в його антивоєнних піснях «Military Madness» та «Chicago / We Can Change the World». У 1979 році Неш став співзасновником організації Musicians United for Safe Energy, яка виступає проти поширення ядерної енергетики. MUSE організовували освітні заходи зі збору коштів No Nukes, а 2007 року гурт записав кліп на нову версію пісні Buffalo Springfield «For What It's Worth». Окрім своїх політичних пісень, Неш написав багато пісень на теми захисту природи та екології, включаючи «Signs That Will Never Change» The Hollies та «Clear Blue Skies» CSNY. Він також співав про небезпеку ядерних технологій («Barrel of Pain»), а також торкався антивоєнних («Soldiers of Peace») та соціальних проблем («Prison Song»).

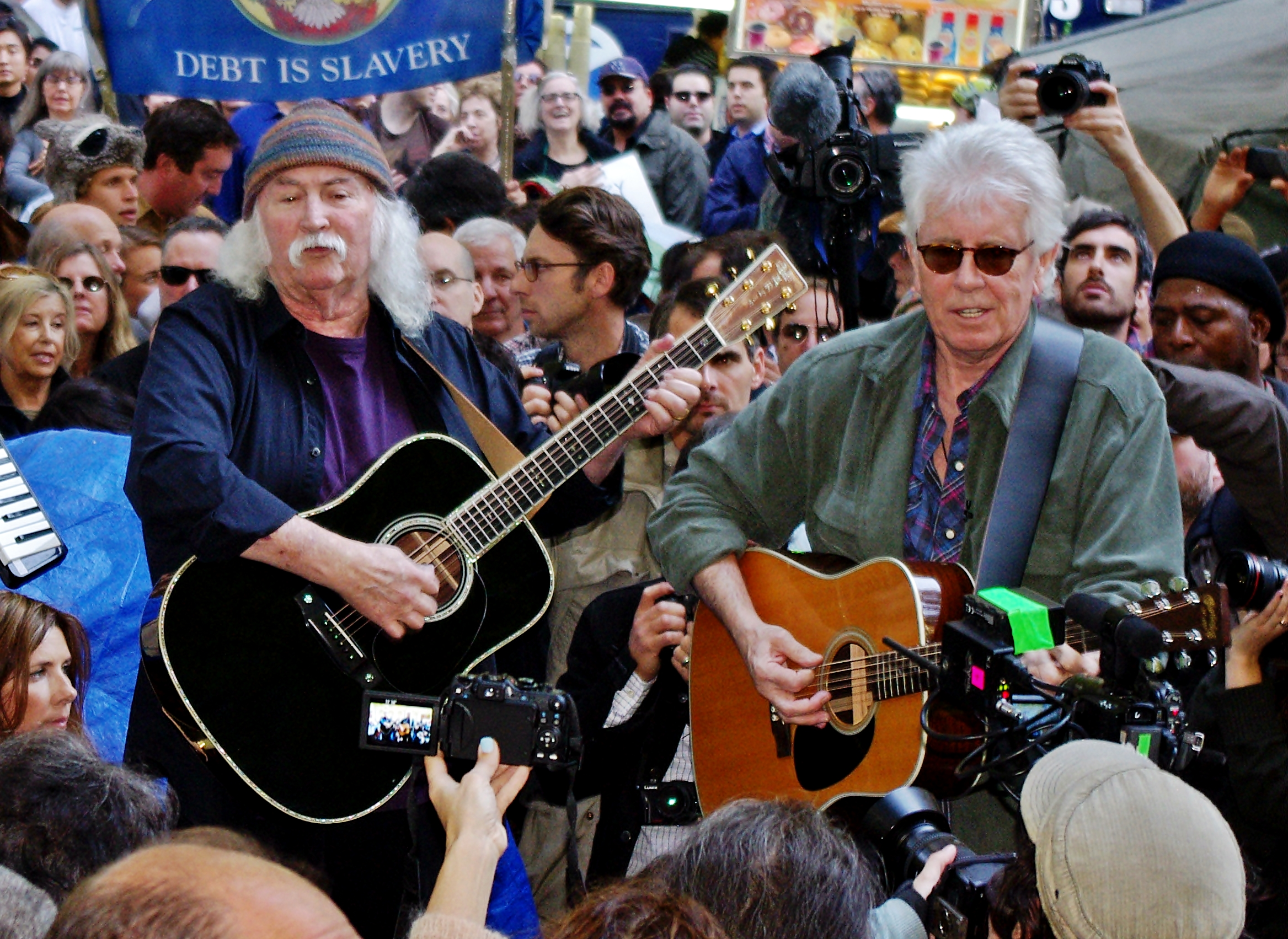
Девід Кросбі та Неш грають під час акції Захопи Волл-стріт, листопад 2011 року

Неш ненадовго приєднався до The Hollies у 1983 році на честь 20-річчя гурту, щоб записати два альбоми What Goes Around… і Reunion. 1993 року Неш знову возз'єднався з The Hollies, щоб записати нову версію пісні «Peggy Sue Got Married» для триб'ют-альбому Not Fade Away, присвяченого Бадді Голлі. У 2005 році Неш співпрацював з норвезькими музикантами A-ha над піснями «Over the Treetops» і «Cosy Prisons» для їхнього альбому Analogue. У 2006 році Неш працював з Девідом Гілмором і Девідом Кросбі над заголовною піснею третього сольного альбому Девіда Гілмора On an Island, який посів перше місце в британських чартах. Згодом Неш і Кросбі гастролювали з Гілмором у Великій Британії.

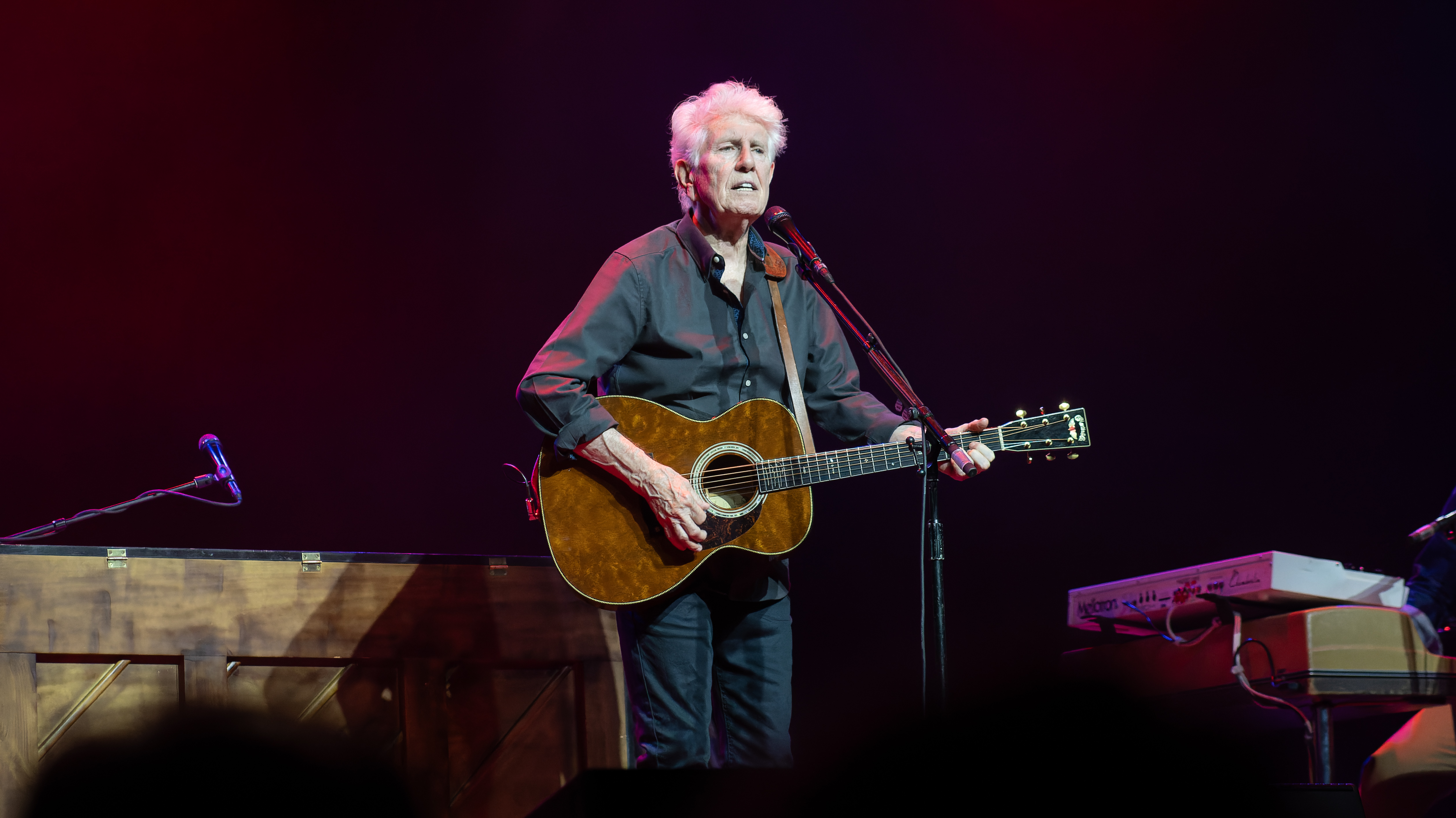
Грем Неш у De La Warr Pavilion, Бексхіл. 2023

Неша було включено до Зали слави рок-н-ролу двічі, у складі Crosby, Stills & Nash (1997) та The Hollies (2010). 12 червня 2010 року він отримав Орден Британської імперії «за заслуги в музиці та благодійну діяльність». Також Неш отримав звання почесного стипендіата Джорджа Істмена 22 січня 2011 року в Рочестері, Нью-Йорк.
Неш — колекціонер фотографій і фотограф. Неш має чотири почесні докторські ступені, в тому числі одну від Нью-Йоркського технологічного інституту, одну з музики в Університеті Солфорда 2011 року, та одну з образотворчого мистецтва в Університеті Леслі в Кембриджі, штат Массачусетс.